# 沙特拉訥山
47°35′7″N 11°48′39″E / 47.58528°N 11.81083°E
沙特拉訥山（德語：Schattlahnerkopf），是中歐的山峰，位於奧地利和德國接壤的邊境，屬於巴伐利亞前阿爾卑斯山脈的一部分，距離布勞山1.78公里，海拔高度1,629米。